# Hökasjön (Ljushults socken, Västergötland)
Hökasjön är en sjö i Borås kommun i Västergötland och ingår i Viskans huvudavrinningsområde.